# A Visit from St. Nicholas
A Visit from St. Nicholas, connu aussi sous le nom de The Night Before Christmas, est un poème en vers publié en 1823 et attribué à Clement Clarke Moore (1779-1863) ou Henry Livingston Junior (1748-1828).
Composé de quatorze quatrains en dodécasyllabes considérés comme « les plus connus jamais écrits par un Américain », il a largement contribué à forger le canon moderne de la légende du père Noël, depuis le XIXe siècle jusqu'à nos jours. Avant ce poème, les représentations de Nicolas de Myre et autres visiteurs du Temps de Noël ont varié considérablement.

## Histoire

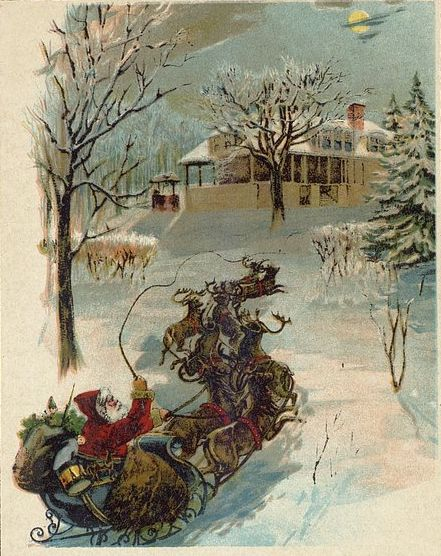
Le père Noël et ses rennes - illustration de 1870.

Le poème est publié anonymement pour la première fois le 23 décembre 1823, dans le quotidien de Troy, le Sentinel,. Le directeur du journal présente l’œuvre par ces mots : « Je ne sais à qui être redevable de la description de ce personnage... simple et délicieux, à la bonté paternelle, ou de saint Nicolas ».
Il est republié régulièrement, presque toujours avec des illustrations. Une version datant de 1830 contient la reproduction du texte paru dans le Troy Sentinel, accompagnée d'une illustration de Myron B. King, montrant le père Noël au-dessus d'un toit avec son traîneau et ses rennes.
Parmi les plus célèbres dessinateurs qui ont illustré les différentes publications de A Visit from St. Nicholas, se trouvent Arthur Rackham (en 1931) et Jessie Willcox Smith.
En 1837, le poème est publié dans le New York Book of Poetry.
En 2013, Alma Deutscher a  créé une mélodie pour les paroles de ce poème.

## L'auteur
Bien que le poème ait été publié anonymement, l'éditeur originel et sept autres auteurs en ont revendiqué la paternité,,,.

### Clement Clarke Moore
Selon l'attribution la plus communément acceptée,, Clement Clarke Moore (1779-1863), professeur de littératures orientale et grecque et théologien universitaire à New York, aurait écrit le poème entre 1821 et 1822. Il aurait eu l'intention de distraire ses six enfants, pendant la soirée du réveillon de Noël, avec une histoire à propos de saint Nicolas, après une promenade en traîneau,. Il semble que la poésie était destinée à rester - selon les intentions de Moore – du domaine strictement privé. Une amie de Moore, Miss Harriet, résidente de Troy, dans l'État de New York, a envoyé - sans le consentement de l'auteur – le poème à Orville L. Holly, éditeur du journal local, le Troy Sentinel.
Son attribution à Moore date de 1837. Sur l'insistance de ses enfants, Moore l'inclut dans un recueil de ses poèmes en 1844. 

### Henry Livingston Junior
Le véritable auteur pourrait être Henry Livingston Junior (1748-1828), poète américain d'origine néerlandaise, déjà mort au moment où le poème est attribué à Moore,,. Cette théorie, selon laquelle Moore aurait commis un plagiat, a été soutenue par les descendants de Livingston. Il semble que Livingston avait déjà composé le poème entre 1804 et 1805. Le poème aurait ensuite été entendu par une femme, devenue plus tard la gouvernante des enfants de Clement Clarke Moore. C'est par elle que Moore aurait connu ce dernier. Le manuscrit original de Livingston aurait été détruit dans un incendie vers 1840.
Pour Donald Wayne Foster (en), Henry Livingston Junior est l'auteur probable du poème.

## Résumé

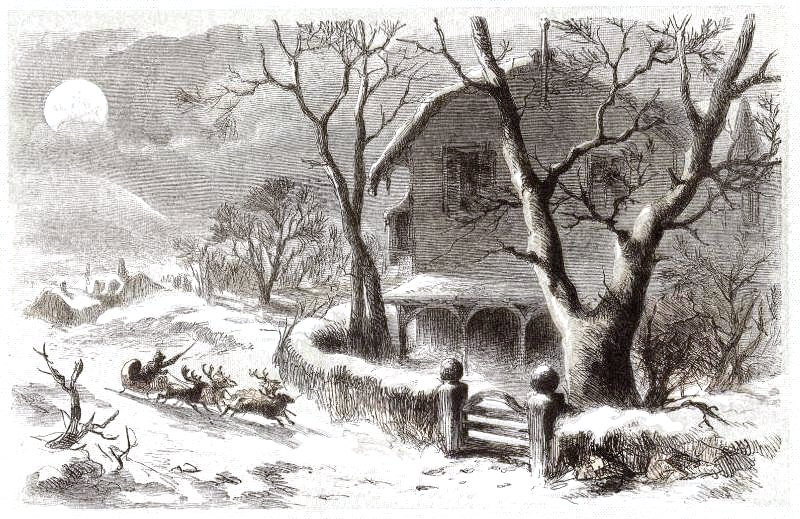
A Visit From Saint Nicholas illustré par F. O. C. Darley (1862).

La veille de Noël, tandis que sa femme et ses enfants dorment, un homme se réveille en entendant des bruits à l'extérieur de sa maison. Regardant par la fenêtre, il voit saint Nicolas dans son traîneau volant, tiré par huit rennes. Après avoir fait atterrir son traîneau sur le toit, le saint entre dans la maison en passant par la cheminée, emportant un sac de jouets avec lui. L'homme regarde Nicolas remplir les bas de Noël des enfants suspendus à la cheminée, riant de lui-même. Ils partagent un instant de complicité avant que le saint bondisse à nouveau dans la cheminée. Comme il s'envole, saint Nicolas souhaite un « joyeux Noël à tous, et à tous, une bonne nuit ».

## Texte original et traduction française
| Twas the night before Christmas, when all thro' the house Not a creature was stirring, not even a mouse; The stockings were hung by the chimney with care, In hopes that St. Nicholas soon would be there; The children were nestled all snug in their beds, While visions of sugar plums danc'd in their heads, And Mama in her ‘kerchief, and I in my cap, Had just settled our brains for a long winter's nap When out on the lawn there arose such a clatter, I sprang from the bed to see what was the matter. Away to the window I flew like a flash, Tore open the shutters, and threw up the sash. The moon on the breast of the new fallen snow, Gave the lustre of mid-day to objects below; When, what to my wondering eyes should appear, But a minature sleigh, and eight tiny rein-deer, With a little old driver, so lively and quick, I knew in a moment it must be St. Nick. More rapid than eagles his coursers they came, And he whistled, and shouted, and call'd them by name: « Now! Dasher, now! Dancer, now! Prancer and Vixen, On! Comet, on! Cupid, on! Dunder and Blixem; To the top of the porch! To the top of the wall! Now dash away! Dash away! Dash away all! » As dry leaves before the wild hurricane fly, When they meet with an obstacle, mount to the sky; So up to the house-top the coursers they flew, With the sleigh full of toys — and St. Nicholas too: And then in a twinkling, I heard on the roof The prancing and pawing of each little hoof. As I drew in my head, and was turning around, Down the chimney St. Nicholas came with a bound: He was dress'd all in fur, from his head to his foot, And his clothes were all tarnish'd with ashes and soot; A bundle of toys was flung on his back, And he look'd like a peddler just opening his pack: His eyes — how they twinkled! His dimples: how merry, His cheeks were like roses, his nose like a cherry; His droll little mouth was drawn up like a bow, And the beard of his chin was as white as the snow; The stump of a pipe he held tight in his teeth, And the smoke it encircled his head like a wreath. He had a broad face, and a little round belly That shook when he laugh'd, like a bowl full of jelly: He was chubby and plump, a right jolly old elf, And I laugh'd when I saw him in spite of myself; A wink of his eye and a twist of his head Soon gave me to know I had nothing to dread. He spoke not a word, but went straight to his work, And fill'd all the stockings; then turn'd with a jerk, And laying his finger aside of his nose And giving a nod, up the chimney he rose. He sprung to his sleigh, to his team gave a whistle, And away they all flew, like the down of a thistle: But I heard him exclaim, ere he drove out of sight — « Happy Christmas to all, and to all a good night ». | C'était la nuit avant Noël, quand dans toute la maison, Aucune créature ne s'agitait, pas même une souris, Les chaussettes étaient suspendues avec soin à la cheminée, Dans l'espoir que saint Nicolas bientôt serait là ; Les enfants étaient blottis bien douillettement dans leur lit, Des visions de friandises dansaient dans leur tête ; Et maman sous son fichu et moi sous mon bonnet, Tout juste installés pour un long roupillon hivernal ; Quand dehors sur la pelouse se produisit un grand fracas, Je jaillis hors du lit pour voir quelle était l'affaire. Vers la fenêtre, je volais tel un éclair, Arrachant les rideaux et jetant les embrasses. La lune au cœur de la neige fraîchement tombée Donnait l'éclat du jour aux objets au-dessous, Quand, devant mes yeux émerveillés apparut Seulement un traîneau miniature et huit minuscules rennes, Avec un petit conducteur, vieux mais vif et plein d'entrain, Je sus en un instant que c'était saint Nicolas. Aussi rapides que des aigles, ses coursiers bondissaient, Et il sifflait, et il criait, et les appelait par leur nom ; « Bien Tornade !, bien Danseur !, bien Furie et Fringant ! Allez Comète !, allez Cupidon !, allez Tonnerre et Éclair ! En haut du porche !, en haut du mur ! Maintenant, filez au loin ! Filez au loin ! Filez au loin tous ! » Comme les feuilles sèches volant devant l'ouragan, Quand elles approchaient d'un obstacle, montent dans le ciel, Au-dessus des toits des maisons, les coursiers volaient, Emportant le traîneau rempli de jouets et saint Nicolas avec. Et alors, dans un tintement, j'entendis sur la toiture, Le sautillement et le trépignement de chaque petit sabot. Comme je rentrais la tête et me tournais, Hors de la cheminée, saint Nicolas sortait d'un bond. Il était vêtu tout en fourrure de la tête au pied, Et ses vêtements maculés de cendre et de suie ; Un sac de jouets jeté sur son dos, Et il était comme un colporteur ouvrant son sac. Ses yeux – comme ils pétillaient ! Ses fossettes : très joviales ! Ses joues étaient comme des roses, son nez comme une cerise ! Sa drôle de petite bouche était dessinée tel un arc, Et la barbe à son menton était aussi blanche que la neige ; Le tuyau d'une pipe qu'il serrait entre ses dents, Et la fumée qui entourait sa tête telle une couronne ; Il avait une large figure et une petite bedaine ronde. Quelles secousses quand il riait, comme un bol de gelée. Il était potelé et rondouillard, un authentique vieil elfe jovial, Et je riais de le voir, en dépit de moi-même, Un clin d’œil de sa part et un hochement de sa tête, Bientôt me firent comprendre que je n'avais rien à craindre : Il ne dit pas un mot, mais alla droit à son affaire, Et remplissant toutes les chaussettes, puis tourna brusquement, Et posant son doigt sur son nez, Et saluant de la tête, dans la cheminée il remonta ; Il surgit sur son traîneau, sifflant son équipage, Et au loin, ils s'envolèrent comme le duvet d'un chardon, Mais je l'entendis s'exclamer, avant qu'il ne disparaisse hors de vue, « Joyeux Noël à tous, et à tous, une bonne nuit ». |